# Ron Gilbert (acteur)
Ron Gilbert est un acteur américain né à New York.

## Filmographie

### Cinéma
- 1972 : Cosa Nostra : le gardien de prison
- 1972 : Le Parrain : l'huissier au mariage
- 1973 : Girls Are for Loving : le petit ami
- 1975 : Un après-midi de chien : le détective
- 1986 : Club Life : Mace
- 1991 : Night of the Warrior : Bartolucci
- 1994 : Marilyn, My Love : un gangser
- 1995 : Usual Suspects : Daniel Metzheiser
- 1995 : The Royal Affair : Tony
- 1995 : Guns and Lipstick : Walker
- 1995 : Fatal Choise : Jack le détective
- 1996 : White Cargo : Lieutenant Angelo
- 1997 : Flipping : Ray Ray
- 1998 : Good : le barman
- 2001 : Hard Luck : Lou Billings
- 2001 : Stolen Kisses : l'analyste
- 2002 : Lamb to the Slaughter : le détective
- 2003 : Intoxicating : officier John Connor
- 2003 : Timecop 2 : La décision de Berlin : un mafieux
- 2005 : What's Up, Scarlet? : Mario
- 2005 : Stress, Orgasms, and Slavation : le garde du corps
- 2006 : Serving Santino : Santino
- 2008 : The Violent Kind : Ralph
- 2009 : The Blind
- 2010 : Valérie : Morita
- 2010 : Level 26 : Général Costanza
- 2011 : No Saints for Sinners : Sonny
- 2012 : Silver Case : le plombier
- 2012 : The Man in the Silo : Randy
- 2012 : Me Again : Frank
- 2012 : Inertia
- 2013 : Samuel Bleak : le médecin
- 2013 : Jake Squared : Mitch Klein
- 2014 : Being American : le secrétaire de la défense
- 2015 : Courier X : Charles
- 2016 : American Bred : Julius

### Télévision
- 1968 : N.Y.P.D. : un policier (1 épisode)
- 1977 : L'Homme-Araignée : un policier (1 épisode)
- 1978 : Are You in the House Alone?
- 1978 : Deux cent dollars plus les frais : Freddie (1 épisode)
- 1980 : Lou Grant : Robustelli (1 épisode)
- 1986 : MacGyver : le lieutenant (1 épisode)
- 1987 : Super Flics (1 épisode)
- 1988 : Crossing the Mob : Dock Boss
- 1988 : Streets of Vengeance : le gangster
- 1989 : The Revenge of Al Capone : l'avocat de Schultz
- 1989 : The Edge : Ryker
- 1991 : Le Père Dowling : un voyou (1 épisode)
- 1992 : Le Juge de la nuit : Frank (1 épisode)
- 1992 : 2000 Malibu Road : Burt (1 épisode)
- 1993 : Les Sœurs Reed : Maître D' (1 épisode)
- 1995 : Star Witness : Tony
- 1996 : Forever : Willy Kerensky (1 épisode)
- 1999 : Le Manipulateur : Salvatore Maranzano
- 2001 : Supersleuth : Angelo Bruno
- 2001 : City Guys : le commissaire-priseur (1 épisode)
- 2002 : Madison Heights : le médecin (1 épisode)
- 2002 : New York Police Blues : Mark Gamble (1 épisode)
- 2006 : Desire : Harold Zavatti (16 épisodes)
- 2006 : Ugly Betty : Jody Pennette (1 épisode)
- 2008 : Desperate Housewives : l'homme d'affaires (1 épisode)
- 2009 : Cold Case : Affaires classées : Angelo Romano en 1958 (1 épisode)
- 2010 : Virus : le journaliste
- 2013 : Bloodline : le prêtre grec
- 2013 : Body of Proof : Christos (1 épisode)
- 2014 : Brooklyn Nine-Nine : Spencer (1 épisode)
- 2014 : The Mamaluke : Vito (2 épisodes)
- 2015 : The GPS Zone : Maxwell